# ITP
Idiopatisk trombocytopenisk purpura (ITP) er en blodsygdom.

## Navn og virkning
Idiopatisk betyder, at årsagen til sygdommen er ukendt. Trombocytopenisk betyder, at patienten har for få blodplader (trompocytter) i blodet, og Purpura henviser til den lilla-agtige farve, patienten kan få på hud og på slimhinder efter blødninger.
Ved ITP falder antallet af blodplader i blodet, så der kan opstå blødninger. Årsagen er, at patienten danner antistoffer mod blodpladerne, så de bliver nedbrudt for hurtigt. Samtidigt kan kroppen ikke danne nye blodplader hurtigt nok.

## Udbredelse
ITP rammer både børn og voksne. Sygdommen kan være midlertidig, dvs. vare mellem 1 og 6 måneder. Eller kronisk. Betegnelsen kronisk betyder, at den kan vare i flere eller mange år. Sygdommens forløb kan være forskelligt, specielt når man skelner mellem børn og voksne.
De fleste med ITP lever et normalt liv. Blot skal de tage hensyn til sygdommen og følge de nødvendige forholdsregler.

## Behandling
Man kan behandle ITP med binyrebarkhormon og antistoffer, men behandlingen kan ikke helbrede sygdommen. Ved at øge antallet af blodplader kan man mindske risikoen for blødninger.